# Атли Тощий
Атли Тощий (норв. Atli hinn Mjovi; IX век) — норвежский ярл, упомянутый в ряде исландских саг. Сын Хундольфа, ярла Гаулара, брат Сольвейг, жены Харальда Золотая Борода, конунга Согна. Атли был союзником Хальвдана Чёрного, конунга Вестфольда, участвовал в его походах и получил от него в управление весь Согн. Сын Хальвдана Харальд Прекрасноволосый подтвердил это пожалование. Однако позже хладирский ярл Хакон потребовал от Атли передать Согн ему; началась война, и в битве у Фьялера в Ставанессваге Хакон погиб, а Атли был смертельно ранен. Его отвезли на остров Атлей, где он умер.
В сагах упоминаются трое сыновей Атли — Халльстейн, Хольмстейн и Херстейн. Двое из них погибли в Норвегии, третий переселился в Исландию и стал предком многих героев родовых саг.